# Xã Crane, Quận Wyandot, Ohio
Xã Crane (tiếng Anh: Crane Township) là một xã thuộc quận Wyandot, tiểu bang Ohio, Hoa Kỳ. Năm 2010, dân số của xã này là 7.514 người.